# Kulič
Kulič (în sârbă Кулич) este un sat din opștina Smederevo a Serbiei. Localitatea a fost așezare independentă până în 1959, apoi, în perioada 1959-1997, a fost parte componentă a satului Šalinac. În prezent este o așezare independentă. Potrivit recensământului din 2011, satul are o populație de 232 persoane.
Lângă sat se află cetatea Kulič.

## Vezi și
- Lista localităților din Serbia

1. ↑  , Republicki geodetski zavod[*] http://web.archive.org/web/20160530172604/http://www.rgz.gov.rs/upload/web/Spisak%20KO-20150521.zip, arhivat din original la 30 mai 2016 Lipsește sau este vid: |title= (ajutor)